# Synagoga w Koszalinie
Synagoga w Koszalinie – nieistniejąca synagoga, która znajdowała się w Koszalinie.
Synagoga została zbudowana w XIX wieku. Podczas nocy kryształowej z 9 na 10 listopada 1938 roku bojówki hitlerowskie spaliły synagogę. Po zakończeniu II wojny światowej nie została odbudowana, a teren po niej włączono w skład Parku Książąt Pomorskich.
W październiku 1999 roku na miejscu gdzie stała synagoga, odsłonięto głaz z tablicą pamiątkową o treści w języku polskim, niemieckim i angielskim:
Pamięci Gminy Żydowskiej mieszkającej w okolicach Koszalina do 1942. W tym miejscu stała największa Synagoga. 9-go listopada 1938 roku naziści spalili wszystkie synagogi i zniszczyli nagrobki żydowskie. Do 1942 roku ostatni żydzi koszalińscy zostali wypędzeni, większość do obozów śmierci na wschodzie.